# Volley-ball aux Jeux paralympiques d'été de 2024
Navigation
Tokyo 2020 Los Angeles 2028
Le volley-ball assis aux Jeux paralympiques d'été de 2024 se déroulent du 29 août au 7 septembre 2024 à l'Arena Paris Nord, en France. Il s'agit de la 13e apparition du volley-ball assis avec un tournoi masculin et un tournoi féminin.

## Organisation

### Calendrier
| Sports           | Sports           | Sports           | Jour de compétition (août / septembre) | Jour de compétition (août / septembre) | Jour de compétition (août / septembre) | Jour de compétition (août / septembre) | Jour de compétition (août / septembre) | Jour de compétition (août / septembre) | Jour de compétition (août / septembre) | Jour de compétition (août / septembre) | Jour de compétition (août / septembre) | Jour de compétition (août / septembre) | Jour de compétition (août / septembre) | Jour de compétition (août / septembre) |
| Sports           | Sports           | Sports           | Mer 28                                 | Jeu 29                                 | Ven 30                                 | Sam 31                                 | Dim 1                                  | Lun 2                                  | Mar 3                                  | Mer 4                                  | Jeu 5                                  | Ven 6                                  | Sam 7                                  | Dim 8                                  |
| ---------------- | ---------------- | ---------------- | -------------------------------------- | -------------------------------------- | -------------------------------------- | -------------------------------------- | -------------------------------------- | -------------------------------------- | -------------------------------------- | -------------------------------------- | -------------------------------------- | -------------------------------------- | -------------------------------------- | -------------------------------------- |
| Tournoi masculin | Tournoi masculin | Tournoi masculin |                                        | P                                      | P                                      | P                                      | P                                      | P                                      | P                                      | c                                      | ½                                      | F                                      |                                        |                                        |
| Tournoi féminin  | Tournoi féminin  | Tournoi féminin  |                                        | P                                      | P                                      | P                                      | P                                      | P                                      | P                                      | c                                      | ½                                      |                                        | F                                      |                                        |

| - P : premiers tours - ¼ : quarts de finale - c : classement - ½ : demi-finales - F : finales |

### Classification
Les sportifs sont classés en deux catégories, :
| Catégorie | Observations                                     |
| --------- | ------------------------------------------------ |
| VS1       | Athlète présentant des déficiences importantes.  |
| VS2       | Athlète présentant des déficiences moins graves. |

Les équipes sont composées de 12 joueurs de catégories mixtes dans les épreuves masculines et féminines ; dix joueurs sont de la catégorie VS1 et deux joueurs au maximum de la catégorie VS2. Six joueurs sont sur le terrain à la fois, cinq joueurs sont de la classe VS1 et un joueur maximum de la classe VS2,.

## Tournoi masculin

### Qualifications
Les huit équipes masculines se sont qualifiées comme suit :
| Compétition                           | Date                | Lieu                         | Places | Qualifiés          |
| ------------------------------------- | ------------------- | ---------------------------- | ------ | ------------------ |
| Pays organisateur                     | Pays organisateur   | Pays organisateur            | 1      | France             |
| Championnat du monde ParaVolley 2022  | 4-11 novembre 2022  | Sarajevo, Bosnie-Herzégovine | 1      | Iran               |
| Championnat des Amériques 2023        | 9-13 mai 2023       | Edmonton, Canada             | 1      | Brésil             |
| Championnat d'Asie-Océanie 2023       | 3-8 juillet 2023    | Astana, Kazakhstan           | 1      | Kazakhstan         |
| Championnat d'Afrique 2023            | 1-13 septembre 2023 | Le Caire, Égypte             | 1      | Égypte             |
| Championnat d'Europe 2023             | 8-15 octobre 2023   | Caorle, Italie               | 1      | Bosnie-Herzégovine |
| Coupe du monde de paravolley 2023     | 11-18 novembre 2023 | Le Caire, Égypte             | 1      | Allemagne          |
| Tournoi de qualification paralympique | 3–10 avril 2024     | Dali, Chine                  | 1      | Ukraine            |
| Total                                 | Total               | Total                        | 8      |                    |

### Premier tour
| # | Équipe             | Pts | J | G | Gt | Pt | P | Sp | Sc | Ratio | Pp | Pc | Ratio |
| 1 | France             | 0   | 0 | 0 | 0  | 0  | 0 | 0  | 0  | MAX   | 0  | 0  |       |
| 2 | Égypte             | 0   | 0 | 0 | 0  | 0  | 0 | 0  | 0  | MAX   | 0  | 0  |       |
| 3 | Bosnie-Herzégovine | 0   | 0 | 0 | 0  | 0  | 0 | 0  | 0  | MAX   | 0  | 0  |       |
| 4 | Kazakhstan         | 0   | 0 | 0 | 0  | 0  | 0 | 0  | 0  | MAX   | 0  | 0  |       |

| # | Équipe    | Pts | J | G | Gt | Pt | P | Sp | Sc | Ratio | Pp | Pc | Ratio |
| 1 | Iran      | 0   | 0 | 0 | 0  | 0  | 0 | 0  | 0  | MAX   | 0  | 0  |       |
| 2 | Brésil    | 0   | 0 | 0 | 0  | 0  | 0 | 0  | 0  | MAX   | 0  | 0  |       |
| 3 | Allemagne | 0   | 0 | 0 | 0  | 0  | 0 | 0  | 0  | MAX   | 0  | 0  |       |
| 4 | Ukraine   | 0   | 0 | 0 | 0  | 0  | 0 | 0  | 0  | MAX   | 0  | 0  |       |

### Phase finale
|  | Demi-finales           | Demi-finales |  |  | Finale            | Finale            |
|  | Demi-finales           | Demi-finales |  |  | Finale            | Finale            |
|  |                        |              |  |  |                   |                   |
|  | 5 septembre            | 5 septembre  |  |  | 6 septembre 19h30 | 6 septembre 19h30 |
|  | 5 septembre            | 5 septembre  |  |  | 6 septembre 19h30 | 6 septembre 19h30 |
|  |                        |              |  |  | 6 septembre 19h30 | 6 septembre 19h30 |
|  |                        |              |  |  | 6 septembre 19h30 | 6 septembre 19h30 |
|  |                        |              |  |  | 6 septembre 19h30 | 6 septembre 19h30 |
|  |                        |              |  |  |                   |                   |
|  | 5 septembre            |              |  |  |                   |                   |
|  |                        |              |  |  |                   |                   |
|  |                        |              |  |  |                   |                   |
|  |                        |              |  |  |                   |                   |
|  |                        |              |  |  |                   |                   |
|  | Match pour la 3e place |              |  |  |                   |                   |
|  |                        |              |  |  |                   |                   |
|  | 6 septembre 15h00      |              |  |  |                   |                   |
|  |                        |              |  |  |                   |                   |
|  |                        |              |  |  |                   |                   |
|  |                        |              |  |  |                   |                   |
|  |                        |              |  |  |                   |                   |
|  |                        |              |  |  |                   |                   |

## Tournoi féminin

### Qualifications
Les huit équipes féminines se sont qualifiées comme suit :
| Compétition                           | Date                      | Lieu                         | Places | Qualifiés  |
| ------------------------------------- | ------------------------- | ---------------------------- | ------ | ---------- |
| Pays organisateur                     | Pays organisateur         | Pays organisateur            | 1      | France     |
| Championnat du monde ParaVolley 2022  | 4-11 novembre 2022        | Sarajevo, Bosnie-Herzégovine | 1      | Brésil     |
| Championnat des Amériques 2023        | 9-13 mai 2023             | Edmonton, Canada             | 1      | États-Unis |
| Championnat d'Asie-Océanie 2023       | 3-8 juillet 2023          | Astana, Kazakhstan           | 1      | Chine      |
| Championnat d'Europe 2023             | 8-15 octobre 2023         | Caorle, Italie               | 1      | Italie     |
| Championnat d'Afrique 2024            | 29 janvier-3 février 2024 | Lagos, Nigeria               | 1      | Rwanda     |
| Coupe du monde de paravolley 2023     | 11-18 novembre 2023       | Le Caire, Égypte             | 1      | Canada     |
| Tournoi de qualification paralympique | 3–10 avril 2024           | Dali, Chine                  | 1      | Slovénie   |
| Total                                 | Total                     | Total                        | 8      |            |

### Premier tour
| # | Équipe     | Pts | J | G | Gt | Pt | P | Sp | Sc | Ratio | Pp | Pc | Ratio |
| 1 | France     | 0   | 0 | 0 | 0  | 0  | 0 | 0  | 0  | MAX   | 0  | 0  |       |
| 2 | États-Unis | 0   | 0 | 0 | 0  | 0  | 0 | 0  | 0  | MAX   | 0  | 0  |       |
| 3 | Chine      | 0   | 0 | 0 | 0  | 0  | 0 | 0  | 0  | MAX   | 0  | 0  |       |
| 4 | Italie     | 0   | 0 | 0 | 0  | 0  | 0 | 0  | 0  | MAX   | 0  | 0  |       |

| # | Équipe   | Pts | J | G | Gt | Pt | P | Sp | Sc | Ratio | Pp | Pc | Ratio |
| 1 | Canada   | 0   | 0 | 0 | 0  | 0  | 0 | 0  | 0  | MAX   | 0  | 0  |       |
| 2 | Brésil   | 0   | 0 | 0 | 0  | 0  | 0 | 0  | 0  | MAX   | 0  | 0  |       |
| 3 | Rwanda   | 0   | 0 | 0 | 0  | 0  | 0 | 0  | 0  | MAX   | 0  | 0  |       |
| 4 | Slovénie | 0   | 0 | 0 | 0  | 0  | 0 | 0  | 0  | MAX   | 0  | 0  |       |

### Phase finale
|  | Demi-finales           | Demi-finales |  |  | Finale            | Finale            |
|  | Demi-finales           | Demi-finales |  |  | Finale            | Finale            |
|  |                        |              |  |  |                   |                   |
|  | 5 septembre            | 5 septembre  |  |  | 7 septembre 19h30 | 7 septembre 19h30 |
|  | 5 septembre            | 5 septembre  |  |  | 7 septembre 19h30 | 7 septembre 19h30 |
|  |                        |              |  |  | 7 septembre 19h30 | 7 septembre 19h30 |
|  |                        |              |  |  | 7 septembre 19h30 | 7 septembre 19h30 |
|  |                        |              |  |  | 7 septembre 19h30 | 7 septembre 19h30 |
|  |                        |              |  |  |                   |                   |
|  | 5 septembre            |              |  |  |                   |                   |
|  |                        |              |  |  |                   |                   |
|  |                        |              |  |  |                   |                   |
|  |                        |              |  |  |                   |                   |
|  |                        |              |  |  |                   |                   |
|  | Match pour la 3e place |              |  |  |                   |                   |
|  |                        |              |  |  |                   |                   |
|  | 7 septembre 15h00      |              |  |  |                   |                   |
|  |                        |              |  |  |                   |                   |
|  |                        |              |  |  |                   |                   |
|  |                        |              |  |  |                   |                   |
|  |                        |              |  |  |                   |                   |
|  |                        |              |  |  |                   |                   |

## Podiums
| Épreuves         | Or | Argent | Bronze |
| Tournoi masculin | Iran- Hamidreza Abbasifeshki - Morteza Mehrzad - Meisam Ali Pour - Davoud Alipourian - Meysam Hajibabaei Movahhed - Mohammed Nemati - Sadegh Bigdeli - Majid Lashkarisanami - Hossein Golestani - Isa Zirahi - Ramezan Salehihajikolaei - Mahdi Babadi | Bosnie-Herzégovine- Ismet Godinjak - Adnan Manko - Stevan Crnobrnja - Armin Šehić - Asim Medić - Mirzet Duran - Nizam Čančar - Edin Dino - Sabahudin Delalić - Safet Alibašić - Dževad Hamzić - Ermin Jusufović | Égypte- Hesham Elshwikh - Mohamed Hamdy Elsoudany - Ashraf Zaghloul Abdelaziz Abdalla - Ahmed Mohammed Soliman Khamis - Ahmed Mohammed Fadl - Hossam Massoud - Elsayed Moussa Saad Moussa - Abdelnaby Hassan Ahmed Abdellatif - Zakareia Abdo - Mohamed Abouelyazeid - Ahmed Zikry - Metawa Abouelkhir |
| Tournoi féminin  | États-Unis- Heather Erickson - Monique Matthews - Whitney Dosty - Kaleo Kanahele Maclay - Lora Webster - Nicky Nieves - Tia Edwards - Bethany Zummo - Alexis Shifflett - Sydney Satchell - Katie Holloway Bridge - Emma Schieck                        | Chine- Lyu Hongqin - Zhao Meiling - Qiu Junfei - Zhang Xufei - Li Ting - Huang Lu - Wang Yanan - Zhang Lijun - Su Limei - Tang Xuemei - Xu Yixiao - Hu Huizi                                                    | Canada- Julie Kozun - Allison Lang - Felicia Voss-Shafiq - Anne Fergusson - Jolan Wong - Heidi Peters - Sarah Melenka - Jennifer McCreesh - Katelyn Wright - Jennifer Oakes - Danielle Ellis |